# Surano
Surano är en ort och kommun i provinsen Lecce i regionen Apulien i Italien. Kommunen hade 1 637 invånare (2017).